# Данијел Сантијаго
Данијел Сантијаго (шп. Daniel Santiago; Лабок, 24. јун 1976) бивши је порторикански кошаркаш. Играо је на позицији центра.

## Играчка каријера
Поред великог броја тимова наступао је и за НБА екипе Финикс сансе и Милвоки баксе. У НБА је одиграо 122 утакмице и постигао је укупно 417 поена и 260 скокова.

## Успеси

### Клупски
- Варезе:
  - Првенство Италије (1): 1998/99.
  - Суперкуп Италије (1): 1999.

- Малага:
  - Првенство Шпаније (1): 2005/06.

- Барселона:
  - Првенство Шпаније (1): 2008/09.

### Појединачни
- Најкориснији играч месеца Евролиге: 2006/07. (1)